# Area Boys
 (octobre 2012).
 (juillet 2025).
Pour plus de détails, voir Fiche technique et Distribution.
Area Boys est un film réalisé en 2008.

## Synopsis
Ayant grandi dans un monde où la corruption et l’avidité prennent le dessus sur tout le reste, Bode et Obi, amis d’enfance, décident de rompre leur relation avec leur patron (Dele) et de s’associer entre eux afin de quitter le monde corrompu qui les entoure d’une bonne fois pour toutes. Mais leur plans tombent à l’eau avant même de commencer quand ils essaient faire une escroquerie sur le terrain de Dele, laquelle se retourne contre eux quand Dele l’apprend. Ils sont donc forcés à fuir de la ville et à se cacher des griffes des acolytes de Dele, et leur chemin leur permet de réaliser la vraie valeur de leur amitié.

## Fiche technique
- Réalisation : Omelihu Nwanguma
- Production : Inspire Film & Media
- Scénario : Oladipo Agboluaje
- Image : Moncho Aldamiz
- Son : JD Pennignton
- Musique : Sukjin Chang
- Montage : James Norris
- Interprètes : Eddie Kadi, Akeem Olatunbosun, Dele Awosile, Janet-Nicole Nzekwe

## Récompenses
- 2008 Abuja Film Festival